# Anderson Pico
Anderson da Silveira Ribeiro (Porto Alegre, 4 de novembro de 1988), mais conhecido como Anderson Pico, é um ex-futebolista brasileiro que atuava como lateral-esquerdo.

## Carreira

### Grêmio
Iniciou sua carreira profissional no Grêmio Foot-Ball Porto Alegrense. Em julho de 2007, foi promovido das categorias de base do tricolor gaúcho devido à transferência de Lúcio e a lesão de Bruno Teles. Se firmou na equipe principal até meados de novembro. Entretanto, após uma série de atuações ruins, saiu da equipe. A principal reclamação sobre ele do então treinador Mano Menezes era de que o jovem não tinha consciência tática, ou seja, apoiava, mas não voltava para defender. No início de 2008, Anderson viveu uma fase pior ainda. Voltou das férias acima do peso e teve de se esforçar muito para tentar ficar na sua condição física ideal. No primeiro semestre desse ano, manteve a titularidade, oscilando com Martín Hidalgo como titular. No entanto, Pico acabou se tornando reserva no final de abril, quando Hélder assumiu a posição de titular. Sem chances, Anderson permaneceu na reserva até julho, quando, depois de uma suspensão de Hélder, conseguiu retomar a titularidade. Pico continua tendo alguns problemas defensivos, como deficiência na marcação. Entretanto, seu forte apoio pela esquerda, seus chutes de longe, batidas de faltas e cobranças de lateral fazem com que ele continue como titular do Grêmio, sendo um dos destaques técnicos do time. No final de 2008, foi posto de lado pelo técnico Celso Roth. Em 2009, não fez mais parte do plantel profissional, indicando sua saída do clube.

### Figueirense
Fato consumado em 25 de fevereiro de 2009, quando o Figueirense anunciou sua contratação por empréstimo.

### Santo Ângelo
Anderson Pico teve uma curta passagem pela Santo Ângelo, em Santo Ângelo/RS, no ano de 2010, disputando o Campeonato Gaúcho - Segunda Divisão de 2010.

### Brasiliense
No dia 12 de julho de 2010, Anderson Pico foi emprestado ao Brasiliense, reforçando o time que lutava para voltar à elite do futebol brasileiro.

### Juventude
Em outubro de 2010, assinou com o Juventude de Caxias do Sul para a disputa do Campeonato Gaúcho de 2011.

### São José
Em dezembro de 2011 foi anunciado o empréstimo do jogador para o São José, de Porto Alegre, visando a disputa do Campeonato Gaúcho de 2012.

### Retorno ao Grêmio
Praticamente esquecido e com o contrato acabando, em junho de 2012, Anderson Pico foi reintegrado ao elenco do Grêmio pelo técnico Vanderlei Luxemburgo, devido as lesões dos laterais Fábio Aurélio e Júlio César. E com boas atuações pelo Grêmio, Pico foi se mantendo entre os titulares e chegou a liderar o ranking de melhores laterais esquerdo do Campeonato Brasileiro.
No início de 2013, Pico foi afastado do elenco principal do Grêmio e rescindiu seu contrato em abril do mesmo ano.

### Chapecoense
No dia 23 de abril, Anderson Pico acertou com a Chapecoense para a disputa da Série B. Deixou o Chape no final de setembro de 2013, já que não conseguiu se firmar como titular. Em um acordo com a diretoria, rescindiu seu contrato de forma amigável.

### Novo Hamburgo
Foi anunciado pela diretoria do Novo Hamburgo no dia 4 de dezembro de 2013, chegando com o propósito de disputar o Campeonato Gaúcho e a Copa do Brasil do ano seguinte.

### Flamengo

#### 2014
No dia 5 de setembro, Anderson Pico acertou com o Flamengo até o fim do ano de 2014, mas com possibilidade de renovação por mais dois anos. O atleta já havia trabalhado com o técnico Vanderlei Luxemburgo no Grêmio, e havia mandado uma mensagem para o mesmo pedindo uma oportunidade para se recuperar no futebol.
Ao saber da oportunidade que lhe era dada, Anderson Pico agradeceu a chance em publicação em seu perfil no Instagram.
| “                                                        | Estou muito feliz e agradecido pela oportunidade que estou recebendo aqui no Flamengo! Estou disposto a dar meu sangue por este clube, e mais uma vez mostrar meu potencial! Obrigado a todos! | ” |
| — Andrerson Pico, em mensagem publicada em seu Instagram | |   |

Foi relacionado pela primeira vez para um jogo contra o Bahia, pelo Campeonato Brasileiro. Em sua quarta partida pela equipe, marcou seu primeiro gol. Na partida contra a Chapecoense, válida pela 32ª rodada do Brasileirão, ele foi esperto para antecipar o adversário, roubar a bola no rebote com um toque de pé esquerdo e uma finalização certeira de direita. Além do gol, ele fez ainda o cruzamento para o primeiro gol do Nixon na partida. Esta boa atuação contra a Chapecoense lhe rendeu uma vaga na Seleção da Rodada do SporTV.
Por conta de nova boa atuação na 34ª rodada do Brasileirão, em partida contra o Coritiba, Ânderson entrou novamente para a Seleção da Rodada do SporTV.

#### 2015
Anderson Pico estreou o ano de 2015 como titular do Flamengo, ajudando a equipe a sagrar-se campeã do Torneio Super Series.
Em seu sexto jogo no ano (partida contra o Resende, válida pela 3ª rodada do Estadual), fez um gol a favor (uma bomba de fora da área, de perna direita) e o seu primeiro gol contra com a camisa rubro-negra. Este gol a favor que fez pelo rubro-negro foi eleito "o golaço da rodada" do Campeonato Carioca, em enquete realizada pelo programa É Gol!!!, do SporTV.
As boas atuações realizadas nas oportunidades que teve, lhe valeram um contrato com o clube para 2015, mesmo tendo problemas em conseguir entrar em forma e estar sempre visivelmente acima do peso.
Começou a temporada como titular, mas no dia 11 de fevereiro, sofreu uma entorse no joelho direito ao pisar em falso no jogo contra a Cabofriense. Três dias depois ele passou por uma artroscopia no joelho direito. No dia 22 de março, na partida que o Flamengo venceu o Vasco da Gama por 2 a 1 no carioca, Pico deu um empurrão no jogador Bernardo, após uma confusão, e foi expulso. Após esta partida, suas atuações começaram a ser contestadas. Já no Campeonato Brasileiro, Anderson Pico foi mal em jogos contra Cruzeiro e Vasco, tanto que Pará acabou improvisado no setor em partidas contra Chapecoense, Coritiba e Atlético Mineiro. Com a chegada do colombiano Pablo Armero e com a promoção do jovem Jorge, Anderson Pico acabou nem sendo mais relacionado para os jogos. Com a saída de Vanderlei, ficou mais ainda sem espaço sob os comandos de Cristóvão Borges e Oswaldo de Oliveira. Assim, foi emprestado para o Dnipro, da Ucrânia, por um ano.

### Dnipro
Sem espaço no Flamengo em 2016, o clube rescindiu o contrato de Anderson Pico. No total, o lateral atuou em 28 partidas e marcou dois gols pelo clube carioca. Após ter defendido o Dnipro por empréstimo, em junho de 2016 foi anunciada a sua chegada em definitivo.

## Estilo de jogo
Anderson Pico é um dos raros jogadores que atuam na lateral-esquerda sem usar a perna esquerda como preferencial. Ele foge dos padrões físicos dos jogadores de futebol, por ser forte e "parrudo". Assim, ele se destaca pelas fortes cobranças de lateral. Além de apoiar com força, também consegue cobrar arremessos laterais com muita força, que lembram um escanteio. É um jogador veloz, apesar de ter problemas com a balança (quase sempre está acima do peso).
| “                                         | Tanta discussão sobre o peso dele, mas ele é veloz e corre o jogo todo. | ” |
| — Marcelo Barreto, apresentador do SporTV |                                                                         |   |

Em 2014, o ex-zagueiro e então apresentador do SporTV, Ricardo Rocha, elogiou a entrega e disposição do lateral, acrescentando a versatilidade do atleta, que chuta bem tanto com a perna esquerda, quanto com a direita.

## Estatísticas
Atualizadas até 11 de maio de 2016

### Clubes
| Clube             | Temporada         | Campeonato nacional | Campeonato nacional | Campeonato nacional | Copa nacional[a] | Copa nacional[a] | Copa nacional[a] | Competições continentais[b] | Competições continentais[b] | Competições continentais[b] | Outros torneios[c] | Outros torneios[c] | Outros torneios[c] | Total | Total | Total   |
| Clube             | Temporada         | Jogos               | Gols                | Assist.             | Jogos            | Gols             | Assist.          | Jogos                       | Gols                        | Assist.                     | Jogos              | Gols               | Assist.            | Jogos | Gols  | Assist. |
| ----------------- | ----------------- | ------------------- | ------------------- | ------------------- | ---------------- | ---------------- | ---------------- | --------------------------- | --------------------------- | --------------------------- | ------------------ | ------------------ | ------------------ | ----- | ----- | ------- |
| Grêmio            | 2006              | —                   | —                   | —                   | —                | —                | —                | —                           | —                           | —                           | 0                  | 0                  | 0                  | 0     | 0     | 0       |
| Grêmio            | 2007              | 18                  | 1                   | 2                   | —                | —                | —                | —                           | —                           | —                           | —                  | —                  | —                  | 18    | 1     | 2       |
| Grêmio            | 2008              | 17                  | 1                   | 1                   | —                | —                | —                | 0                           | 0                           | 0                           | —                  | —                  | —                  | 17    | 1     | 1       |
| Grêmio            | Total             | 35                  | 2                   | 3                   | 0                | 0                | 0                | 0                           | 0                           | 0                           | 0                  | 0                  | 0                  | 35    | 2     | 3       |
| Figueirense       | 2009              | 11                  | 0                   | 0                   | —                | —                | —                | —                           | —                           | —                           | —                  | —                  | —                  | 11    | 0     | 0       |
| Figueirense       | Total             | 11                  | 0                   | 0                   | 0                | 0                | 0                | 0                           | 0                           | 0                           | 0                  | 0                  | 0                  | 11    | 0     | 0       |
| Santo Ângelo      | 2010              | —                   | —                   | —                   | —                | —                | —                | —                           | —                           | —                           | 0                  | 0                  | 0                  | 0     | 0     | 0       |
| Santo Ângelo      | Total             | 0                   | 0                   | 0                   | 0                | 0                | 0                | 0                           | 0                           | 0                           | 0                  | 0                  | 0                  | 0     | 0     | 0       |
| Brasiliense       | 2010              | 2                   | 1                   | 0                   | —                | —                | —                | —                           | —                           | —                           | —                  | —                  | —                  | 2     | 1     | 0       |
| Brasiliense       | Total             | 2                   | 1                   | 0                   | 0                | 0                | 0                | 0                           | 0                           | 0                           | 0                  | 0                  | 0                  | 2     | 1     | 0       |
| Juventude         | 2011              | 8                   | 0                   | 0                   | —                | —                | —                | —                           | —                           | —                           | 16                 | 0                  | 0                  | 24    | 0     | 0       |
| Juventude         | Total             | 8                   | 0                   | 0                   | 0                | 0                | 0                | 0                           | 0                           | 0                           | 16                 | 0                  | 0                  | 24    | 0     | 0       |
| São José          | 2012              | —                   | —                   | —                   | —                | —                | —                | —                           | —                           | —                           | 15                 | 0                  | 0                  | 15    | 0     | 0       |
| São José          | Total             | 0                   | 0                   | 0                   | 0                | 0                | 0                | 0                           | 0                           | 0                           | 15                 | 0                  | 0                  | 15    | 0     | 0       |
| Grêmio            | 2012              | 21                  | 1                   | 0                   | —                | —                | —                | 5                           | 0                           | 0                           | —                  | —                  | —                  | 26    | 1     | 0       |
| Grêmio            | Total             | 21                  | 1                   | 0                   | 0                | 0                | 0                | 5                           | 0                           | 0                           | 0                  | 0                  | 0                  | 26    | 1     | 0       |
| Chapecoense       | 2013              | 10                  | 0                   | 1                   | —                | —                | —                | —                           | —                           | —                           | —                  | —                  | —                  | 10    | 0     | 1       |
| Chapecoense       | Total             | 10                  | 0                   | 1                   | 0                | 0                | 0                | 0                           | 0                           | 0                           | 0                  | 0                  | 0                  | 10    | 0     | 1       |
| Novo Hamburgo     | 2014              | —                   | —                   | —                   | —                | —                | —                | —                           | —                           | —                           | 2                  | 0                  | 1                  | 2     | 0     | 1       |
| Novo Hamburgo     | Total             | 0                   | 0                   | 0                   | 0                | 0                | 0                | 0                           | 0                           | 0                           | 2                  | 0                  | 1                  | 2     | 0     | 1       |
| Flamengo          | 2014              | 9                   | 1                   | 1                   | —                | —                | —                | —                           | —                           | —                           | —                  | —                  | —                  | 9     | 1     | 1       |
| Flamengo          | 2015              | 2                   | 0                   | 0                   | 2                | 0                | 1                | 0                           | 0                           | 0                           | 17                 | 1                  | 1                  | 21    | 1     | 2       |
| Flamengo          | Total             | 11                  | 1                   | 1                   | 2                | 0                | 1                | 0                           | 0                           | 0                           | 17                 | 1                  | 1                  | 30    | 2     | 3       |
| Dnipro            | 2015–16           | 12                  | 2                   | 1                   | 4                | 0                | 0                | 3                           | 0                           | 0                           | —                  | —                  | —                  | 19    | 2     | 1       |
| Dnipro            | Total             | 12                  | 2                   | 1                   | 4                | 0                | 0                | 3                           | 0                           | 0                           | 0                  | 0                  | 0                  | 19    | 2     | 1       |
| Total na carreira | Total na carreira | 110                 | 7                   | 6                   | 6                | 0                | 1                | 8                           | 0                           | 0                           | 50                 | 1                  | 2                  | 174   | 8     | 9       |

- a. ^ Jogos da Copa do Brasil
- b. ^ Jogos da Copa Sul-Americana
- c. ^ Jogos do Copa FGF, Campeonato Gaúcho, Campeonato Gaúcho - Divisão de Acesso, Campeonato Carioca, Granada Cup, Super Series e amistosos

### Gols pelo Flamengo
| Gols pelo Flamengo | Gols pelo Flamengo     | Gols pelo Flamengo                         | Gols pelo Flamengo | Gols pelo Flamengo | Gols pelo Flamengo | Gols pelo Flamengo | Gols pelo Flamengo    | Gols pelo Flamengo                 | Gols pelo Flamengo |
| #                  | Data                   | Local                                      | Placar             | Resultado          | Adversário         | Gols               | Competição            | Estilo                             |                    |
| ------------------ | ---------------------- | ------------------------------------------ | ------------------ | ------------------ | ------------------ | ------------------ | --------------------- | ---------------------------------- | ------------------ |
| 1.                 | 2 de novembro de 2014  | Estádio do Maracanã, Rio de Janeiro        | 1–0                | 3–0                | Chapecoense        | 1                  | Campeonato Brasileiro | Chute de fora da área (pé direito) |                    |
| 2.                 | 7 de fevereiro de 2015 | Estádio Raulino de Oliveira, Volta Redonda | 1–0                | 2–1                | Resende            | 1                  | Campeonato Carioca    | Chute de fora da área (pé direito) |                    |

## Títulos
Grêmio
- Copa FGF: 2006
- Campeonato Gaúcho: 2007

Flamengo
- Torneio Super Series: 2015
- Torneio Super Clássicos: 2015